# Kanton Virieu
Der Kanton Virieu war bis 2015 ein französischer Wahlkreis im Arrondissement La Tour-du-Pin, im Département Isère und in der Region Rhône-Alpes in Frankreich. Hauptort war Virieu. Vertreter im conseil général des Départements war von 1988 bis 2015 Daniel Vitte (zunächst DVG, dann DVD).

## Gemeinden
Der Kanton umfasste 14 Gemeinden:
| Gemeinde     | Einwohner Jahr | Fläche km² | Bevölkerungsdichte | Code INSEE | Postleitzahl |
| ------------ | -------------- | ---------- | ------------------ | ---------- | ------------ |
| Bilieu       | 1425 (2013)    | 6,71       | 212 Einw./km²      | 38043      | 38850        |
| Blandin      | 134 (2013)     | 4,26       | 31 Einw./km²       | 38047      | 38730        |
| Charavines   | 1823 (2013)    | 7,52       | 242 Einw./km²      | 38082      | 38850        |
| Chassignieu  | 208 (2013)     | 5,17       | 40 Einw./km²       | 38089      | 38730        |
| Chélieu      | 679 (2013)     | 10,13      | 67 Einw./km²       | 38098      | 38730        |
| Doissin      | 863 (2013)     | 8,45       | 102 Einw./km²      | 38147      | 38730        |
| Montrevel    | 461 (2013)     | 9,37       | 49 Einw./km²       | 38257      | 38690        |
| Oyeu         | 920 (2013)     | 13,69      | 67 Einw./km²       | 38287      | 38690        |
| Panissage    | 440 (2013)     | 4,88       | 90 Einw./km²       | 38293      | 38730        |
| Le Passage   | 783 (2013)     | 6,68       | 117 Einw./km²      | 38296      | 38490        |
| Le Pin       | 1246 (2013)    | 9,6        | 130 Einw./km²      | 38305      | 38730        |
| Saint-Ondras | 614 (2013)     | 8,15       | 75 Einw./km²       | 38434      | 38490        |
| Valencogne   | 629 (2013)     | 7,55       | 83 Einw./km²       | 38520      | 38730        |
| Virieu       | 1109 (2013)    | 11,38      | 97 Einw./km²       | 38560      | 38730        |